# Линьва
Линьва — река в России, протекает в Усольском районе Пермского края. Устье реки находится в 103 км по правому берегу реки Уролка. Длина реки составляет 12 км.
Исток реки в лесном массиве в 58 км к северо-западу от города Усолье на водоразделе Кондаса и Уролки (рядом с истоком Линьвы находится исток реки Галя). Река течёт на северо-восток, затем поворачивает на северо-запад. Всё течение проходит по ненаселённому лесу.

## Данные водного реестра
По данным государственного водного реестра России относится к Камскому бассейновому округу, водохозяйственный участок реки — Кама от водомерного поста у села Бондюг до города Березники, речной подбассейн реки — бассейны притоков Камы до впадения Белой. Речной бассейн реки — Кама.
По данным геоинформационной системы водохозяйственного районирования территории РФ, подготовленной Федеральным агентством водных ресурсов:
- Код водного объекта в государственном водном реестре — 10010100212111100003900
- Код по гидрологической изученности (ГИ) — 111100390
- Код бассейна — 10.01.01.002
- Номер тома по ГИ — 11
- Выпуск по ГИ — 1